# Cymothoe ogova
Cymothoe ogova är en fjärilsart som beskrevs av Carl Plötz 1880. Cymothoe ogova ingår i släktet Cymothoe och familjen praktfjärilar. Inga underarter finns listade i Catalogue of Life.